# Ophiothela
Ophiothela is een geslacht van zesarmige slangsterren uit de familie Ophiotrichidae. De wetenschappelijke naam van het geslacht is voor het eerst geldig gepubliceerd in 1867 door Addison Emery Verrill. Aanvankelijk beschreef hij het als een ondergeslacht van Ophiothrix (voor de kleine zesarmige slangster Ophiothrix (Ophiothela) mirabilis), maar hij besloot al snel dat het een apart geslacht was.

## Soorten
- Ophiothela danae Verrill, 1869
- Ophiothela gracilis Nielsen, 1932
- Ophiothela mirabilis Verrill, 1867
- Ophiothela tigris Lyman, 1871
- Ophiothela venusta (de Loriol, 1900)
- Ophiothela vincula Mortensen, 1913